# جک ساهاکیان
جک ساهاکیان ( انگلیسی: Jack Sahakian; ۱۷ ژوئیهٔ ۱۹۳۱ – ۲۳ اکتبر ۱۹۹۵) بازیگر و آرایشگر ارمنی‌تبار اهل ایالات متحده آمریکا بود.

## زندگی‌نامه
وی در ۱۷ ژوئیهٔ ۱۹۳۱ در اوکلند، کالیفرنیا به دنیا آمد. وی از والدینی به نام‌های گارنیک "جک" ساهاکیان (انگلیسی: Karnic "Jack" Sahakian؛ زاده ۲۷ ژوئیه ۱۹۰۷ در ارمنستان - درگذشته ۵ نوامبر ۱۹۴۵) و اولین ال. ریس (انگلیسی: Evelyn L. Reese؛ زاده ۳ آوریل ۱۹۱۴ در ایندیانا - درگذشته ۲ دسامبر ۱۹۷۳) به دنیا آمد. پدرش در سال ۱۹۱۴ به ایالات متحده آمریکا مهاجرت نمود که به پدرش تیگران ساهاکیان (انگلیسی: Dicran Sahakian؛ ۱۸۶۷–۱۹۲۹) که در سال ۱۹۱۰ به ایالات متحده آمریکا مهاجرت نموده بود به‌پیوندد.
خانواده وی در ایندیاناپلیس ایندیانا زندگی می‌کردند جایی که تیگران تاجر خرده‌فروش مواد غذایی بود پیش از این که به کالیفرنیا نقل مکان نمایند

جک ساهاکیان در ۲۳ اکتبر ۱۹۹۵ در سن ۶۴ سالگی در بیمارستان کهنه‌سربازان در لس‌آنجلس غربی به علت بیماری کبد درگذشت. وی آرامگاه فارست لان مموریال پارک (هالیوود هیلز) لس آنجلس مشرف به بربنک به خاک سپرده شد.